# Miconia gossypina
Miconia gossypina är en tvåhjärtbladig växtart som beskrevs av José Jéronimo Triana. Miconia gossypina ingår i släktet Miconia och familjen Melastomataceae. Inga underarter finns listade i Catalogue of Life.